# Bornebuschia
Bornebuschia – rodzaj roztoczy z kohorty mechowców i rodziny Cerocepheidae.
Rodzaj ten został opisany w 1966 roku przez Marie Hammer. Gatunkiem typowym wyznaczono Bornebuschia peculiaris.
Mechowce te mają igłowate szczękoczułki i tęgie szczeciny notogastralne i interlamellarne. Ich processus humeralis jest krótki i tępy. Środkowa część rostrum otoczona jest przez długi i szeroki cuspis lamelli. Skierowane ku przodowi pteromorfy są długie i szerokie. Szczeciny notogastralne występują w liczbie 8 par, genitalne 6 par, aggenitalne 1 pary, analne 2 par, a adanalne 3 par. Odnóża jednopalczaste.
Rodzaj endemiczny dla Nowej Zelandii.
Należą tu 2 opisane gatunki:
- Bornebuschia binodosa Luxton, 1988
- Bornebuschia peculiaris Hammer, 1966